# Leise rieselt der Schnee
Leise rieselt der Schnee ist eines der bekanntesten Weihnachtslieder in deutscher Sprache. Es wurde vom evangelischen Pfarrer Eduard Ebel (1839–1905) 1895 in Graudenz gedichtet und unter dem Titel Weihnachtsgruß in dessen Band Gesammelte Gedichte veröffentlicht. Auch die Komposition der Melodie wird Ebel oft zugeschrieben, doch ist diese Angabe unsicher und offenbar unbelegt, zumal Ebels eigene Veröffentlichung nur den Text enthält. Nach anderen Angaben ist die Melodie eine Volksweise, die Ebel möglicherweise selbst für sein Lied übernahm. Wieder anderen Angaben zufolge soll die Melodie in Anlehnung an eine Musette (1792) von Daniel Gottlob Türk (1750–1813) entstanden sein; die Ähnlichkeit der Melodien betrifft allerdings nur die ersten eineinhalb Takte.

## Text
Leise rieselt der Schnee,

Still und starr liegt der See,

Weihnachtlich glänzet der Wald:

Freue Dich, Christkind kommt bald.

In den Herzen ist’s warm,

Still schweigt Kummer und Harm,

Sorge des Lebens verhallt:

Freue Dich, Christkind kommt bald.

Bald ist heilige Nacht;

Chor der Engel erwacht;

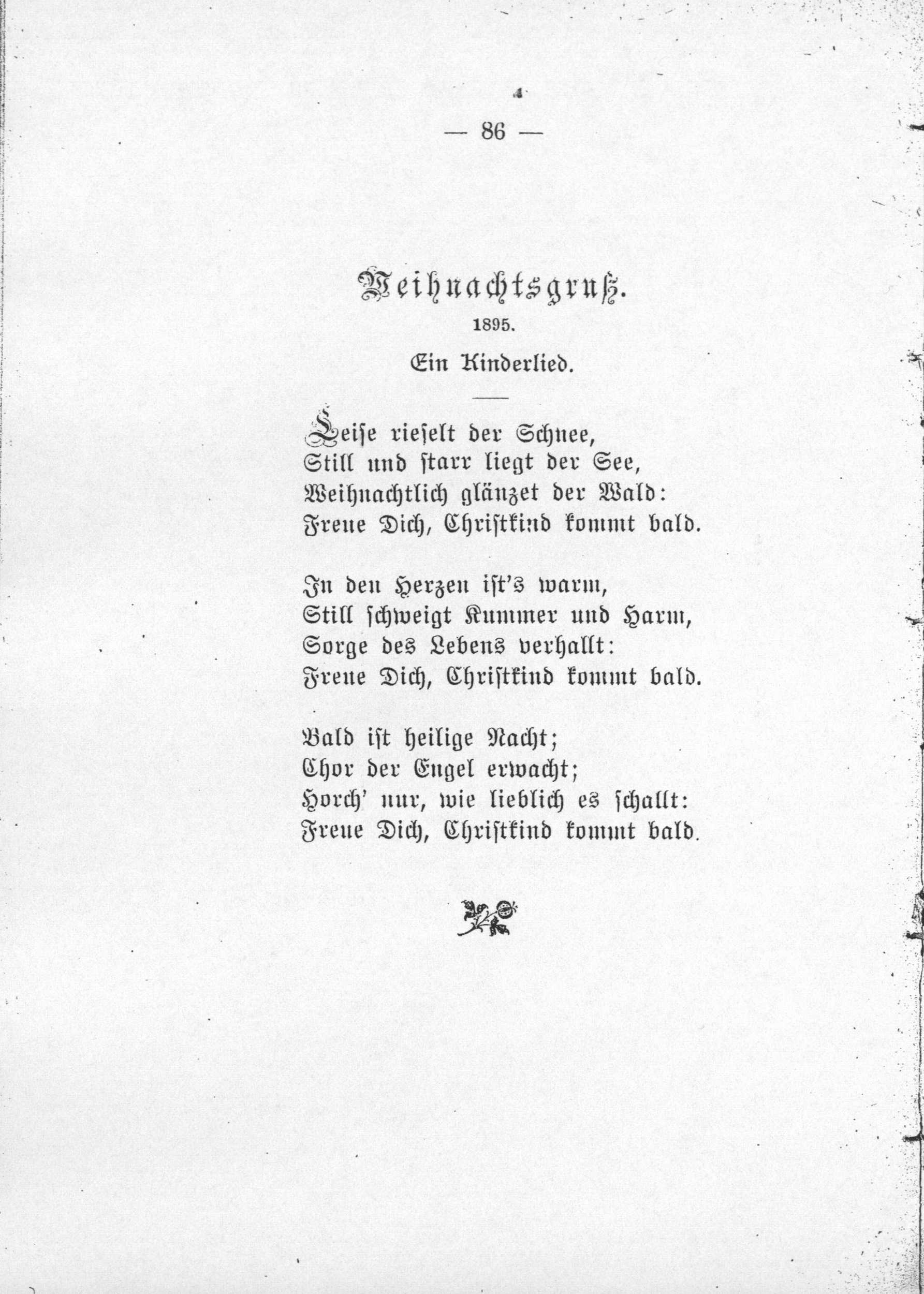
Text des Weihnachtsgrußes in Eduard Ebels Gesammelten Gedichten (1895)

Horch’ nur, wie lieblich es schallt:

Freue Dich, Christkind kommt bald.

## Hintergrund
Eduard Ebel selbst bezeichnete sein Gedicht ursprünglich einfach als „ein Kinderlied“. Es ist kein Verkündigungs- oder Glaubenslied, das einen liturgischen Platz in der Adventszeit hätte, doch bewahrt es die Ehrfurcht vor der Weihe der „heiligen Nacht“, und ist durch die ausgesprochene Erwartung des Kommens des Christkinds als Lied für die Vorweihnachtszeit gekennzeichnet. Die Volkskundlerin Ingeborg Weber-Kellermann rechnet das Lied zu den „mehr oder weniger banalen Potpourrilieder[n]“. Es zählt zu den bekanntesten Weihnachtskinderliedern.

## Rezeption
Das Lied wurde wiederholt als Vorlage spöttischer Parodien genutzt. So sangen etwa Schulkinder in den 1980er Jahren:
Leise rieselt die Vier

auf das Zeugnispapier.

Horcht nur, wie lieblich es schallt,

wenn mir mein Vater ’n paar knallt!
Eine weitere Parodie schrieb 1969 der Kabarettist Dieter Süverkrüp. Auch aus der DDR ist eine Parodie aus dem Jahr 1988 überliefert, die einen möglichen Unfall im (nicht in Betrieb gegangenen) Kernkraftwerk Stendal zum Thema hat.